# Initao
Initao is een gemeente in de Filipijnse provincie Misamis Oriental op het eiland Mindanao. Bij de laatste census in 2007 had de gemeente bijna 30 duizend inwoners.

## Geografie

### Bestuurlijke indeling
Initao is onderverdeeld in de volgende 16 barangays:
| - Aluna - Andales - Apas - Calacapan - Gimangpang - Jampason - Kamelon - Kanitoan | - Oguis - Pagahan - Poblacion - Pontacon - San Pedro - Sinalac - Tawantawan - Tubigan |

## Demografie
Initao had bij de census van 2007 een inwoneraantal van 29.624 mensen. Dit zijn 2.589 mensen (9,6%) meer dan bij de vorige census van 2000. De gemiddelde jaarlijkse groei komt daarmee uit op 1,27%, hetgeen lager is dan het landelijk jaarlijks gemiddelde over deze periode (2,04%). Vergeleken met de census van 1995 is het aantal mensen met 6.284 (26,9%) toegenomen.

De bevolkingsdichtheid van Initao was ten tijde van de laatste census, met 29.624 inwoners op 111,27 km², 266,2 mensen per km².